# White Birds Productions
La White Bird Production era una società fondata nell'agosto 2003 da Benoît Sokal, Olivier Fontenay, Jean-Philippe Messian e Michel Bams, è attiva nel settore della ideazione e realizzazione di videogiochi per PC e per Nintendo DS, in particolare è specializzata nella realizzazione di avventure grafiche.

## Storia
L'azienda è stata fondata nel 2003 da un gruppo di sviluppatori indipendenti in collaborazione con il fumettista belga Benoît Sokal, famoso nel mondo videoludico per essere stato l'ideatore e il realizzatore di alcune famose avventure grafiche. Sia Benoît che gli altri soci lavoravano per la Microïds, che di fatto produsse i primi tre lavori di Sokal nel mondo dei videogiochi, ma a causa dei problemi finanziari dell'azienda francese i progetti dell'artista vennero accantonati e il belga decise di mettersi in proprio.
Sokal riuscì a trovare dei soci che apportassero capitali e con questi si dedicò allo sviluppo delle idee successive, assistito proprio dai soci. La compagnia ha però il problema di dover affrontare ad ogni rilascio degli accordi con dei distributori, poiché la White Birds produce i giochi ma non ha la struttura necessaria alla commercializzazione e distribuzione degli stessi.
Nel dicembre 2010 la dirigenza della società ha approvato la liquidazione della stessa che pertanto, a partire dal mese successivo è stata messa in liquidazione. Il suo fondatore Sokal ha trovato un accordo con la Microïds per la realizzazione di Syberia III.

## Prodotti

### PC
- 2006 - Paradise
- 2007 - Sinking Island
- 2008 - Nikopol: Secrets of the Immortals

### Nintendo DS
- 2007 - Emma at the Farm
- 2008 - Emma at the Mountain
- 2008 - Last King of Africa
- 2010 - Crime Scene

### iPhone/iPod Touch/iPad
- 2009 - Upside Down
- 2010 - Babel Rising
- 2010 - SocCars
- 2010 - Last King of Africa

| Controllo di autorità | VIAF (EN) 151684259 |